# Vuelta a España 1972
La 27.ª edición de la Vuelta a España se disputó del 27 de abril al 14 de mayo de 1972 con un recorrido de y 3079,3 km dividido en un prólogo y 17 etapas, dos de ellas dobles, con inicio en Fuengirola y final en San Sebastián.
Participaron cien corredores repartidos en diez equipos, de los que solo lograron finalizar la prueba cincuenta y siete ciclistas.
Esta edición tuvo un claro color español, ya que todas las clasificaciones fueron conquistadas por ciclistas españoles. José Manuel Fuente fue el vencedor absoluto al cubrir la prueba a una velocidad media de 37,284 km/h, imponiéndose igualmente en la clasificación de la montaña. Fuente también se impondría en la clasificación combinada. Domingo Perurena fue el vencedor en la clasificación por puntos.
De las etapas disputadas, doce fueron ganadas por ciclistas españoles, destacando una larga escapada de 259 km protagonizada por Luis Balagué en la 11.ª jornada, una de las más largas de la historia de la Vuelta, y la victoria de Fuente en Formigal, con más de siete minutos de ventaja sobre los favoritos, y sobre la cual cimentó su primer triunfo en la Vuelta ciclista a España. 

## Etapas
| Etapa   | Fecha       | Recorrido                   | Km        | Ganador                       | Líder              |
| Prólogo | 27 de abril | Fuengirola                  | 6 (CRI)   | René Pijnen                   | René Pijnen        |
| 1.ª     | 28 de abril | Fuengirola-Cabra            | 167       | Miguel María Lasa             | Miguel María Lasa  |
| 2.ª     | 29 de abril | Cabra-Granada               | 206       | Gérard Vianen                 | Miguel María Lasa  |
| 3.ª     | 30 de abril | Granada-Almería             | 181       | Domingo Perurena              | Domingo Perurena   |
| 4.ª     | 1 de mayo   | Almería-Dehesa de Campoamor | 251       | Gert Harings                  | Domingo Perurena   |
| 5.ª     | 2 de mayo   | Dehesa de Campoamor-Gandía  | 183       | Pieter Nassen                 | Domingo Perurena   |
| 6.ªa    | 3 de mayo   | Gandía-El Saler             | 120       | Roger Kindt                   | Domingo Perurena   |
| 6.ªb    | 3 de mayo   | El Saler                    | 6,5 (CRE) | Kas                           | Domingo Perurena   |
| 7.ª     | 4 de mayo   | Valencia-Vinaroz            | 181       | Jos van der Vleuten           | Domingo Perurena   |
| 8.ª     | 5 de mayo   | Vinaroz-Tarragona           | 189       | Cees Koeken                   | Domingo Perurena   |
| 9.ªa    | 6 de mayo   | Tarragona-Barcelona         | 118       | Gert Harings                  | Domingo Perurena   |
| 9.ªb    | 6 de mayo   | Barcelona                   | 10 (CRI)  | Jesús Manzaneque              | Domingo Perurena   |
| 10.ª    | 7 de mayo   | Barcelona-Bañolas           | 192       | Domingo Perurena              | Domingo Perurena   |
| 11.ª    | 8 de mayo   | Manresa-Zaragoza            | 259       | Luis Balagué                  | Domingo Perurena   |
| 12.ª    | 9 de mayo   | Zaragoza-Formigal           | 169       | José Manuel Fuente            | José Manuel Fuente |
| 13.ª    | 10 de mayo  | Sangüesa-Arrate             | 201       | Agustín Tamames               | José Manuel Fuente |
| 14.ª    | 11 de mayo  | Éibar-Bilbao                | 145       | Miguel María Lasa             | José Manuel Fuente |
| 15.ª    | 12 de mayo  | Bilbao-Torrelavega          | 148       | Gérard Vianen                 | José Manuel Fuente |
| 16.ª    | 13 de mayo  | Torrelavega-Vitoria         | 219       | Agustín Tamames               | José Manuel Fuente |
| 17.ªa   | 14 de mayo  | Vitoria-San Sebastián       | 138       | Jesús Aranzabal               | José Manuel Fuente |
| 17.ªb   | 14 de mayo  | San Sebastián               | 20 (CRI)  | José Antonio González Linares | José Manuel Fuente |

## Equipos participantes
| Equipo                           | Jefe de filas      |
| Goudsmith - Hoff                 | Marinus Wagtmans   |
| Werner                           | Agustín Tamames    |
| G.B.C.-Sony                      | Claudio Michelotto |
| La Casera                        | Juan Zurano        |
| Van Cauter-Magniflex-De Gribaldy | Rik Van Linden     |

| Equipo           | Jefe de filas       |
| Bic              | Bernard Labourdette |
| Goldor-Ijsboerke | Hendrik Marien      |
| Kas              | José Manuel Fuente  |
| Karpy            | Eduardo Castelló    |
| Watney           | Walter Planckaert   |

## Clasificaciones
En esta edición de la Vuelta a España se diputaron seis clasificaciones que dieron los siguientes resultados:
| \| 1. \| José Manuel Fuente \| España \| KAS \| 82h 34' 14" \| \| \| 2. \| Miguel María Lasa \| España \| KAS \| + 6' 34" \| \| \| 3. \| Agustín Tamames \| España \| WER \| + 7' 00" \| \| \| 4. \| Gonzalo Aja \| España \| KAR \| + 8' 07" \| \| \| 5. \| José Antonio González Linares \| España \| KAS \| + 8' 08" \| \| \| 6. \| Domingo Perurena \| España \| KAS \| + 8' 23" \| \| \| 7. \| Jesús Manzaneque \| España \| KAS \| + 8' 27" \| \| \| 8. \| José Pesarrodona \| España \| KAS \| + 8' 38" \| \| \| 9. \| Désiré Letort \| Francia \| BIC \| + 8' 42" \| \| \| 10. \| Bernard Labourdette \| Francia \| BIC \| + 8' 54" \| \| |                               |         |     |             |  |
| 1. | José Manuel Fuente            | España  | KAS | 82h 34' 14" |  |
| 2. | Miguel María Lasa             | España  | KAS | + 6' 34"    |  |
| 3. | Agustín Tamames               | España  | WER | + 7' 00"    |  |
| 4. | Gonzalo Aja                   | España  | KAR | + 8' 07"    |  |
| 5. | José Antonio González Linares | España  | KAS | + 8' 08"    |  |
| 6. | Domingo Perurena              | España  | KAS | + 8' 23"    |  |
| 7. | Jesús Manzaneque              | España  | KAS | + 8' 27"    |  |
| 8. | José Pesarrodona              | España  | KAS | + 8' 38"    |  |
| 9. | Désiré Letort                 | Francia | BIC | + 8' 42"    |  |
| 10. | Bernard Labourdette           | Francia | BIC | + 8' 54"    |  |

| \| 1. \| Domingo Perurena \| España \| KAS \| 224 puntos \| \| 2. \| Miguel María Lasa \| España \| KAS \| 126 puntos \| \| 3. \| Gert Harings \| Holanda \| GOU \| 114 puntos \| |                   |         |     |            |
| 1. | Domingo Perurena  | España  | KAS | 224 puntos |
| 2. | Miguel María Lasa | España  | KAS | 126 puntos |
| 3. | Gert Harings      | Holanda | GOU | 114 puntos |

| \| 1. \| José Manuel Fuente \| España \| KAS \| 97 puntos \| \| 2. \| Andrés Oliva \| España \| CAS \| 73 puntos \| \| 3. \| Miguel María Lasa \| España \| KAS \| 46 puntos \| |                    |        |     |           |
| 1. | José Manuel Fuente | España | KAS | 97 puntos |
| 2. | Andrés Oliva       | España | CAS | 73 puntos |
| 3. | Miguel María Lasa  | España | KAS | 46 puntos |

| \| 1. \| Ventura Díaz \| España \| WER \| 10 puntos \| |              |        |     |           |
| 1.                                                     | Ventura Díaz | España | WER | 10 puntos |

| \| 1. \| José Manuel Fuente \| España \| KAS \| - \| |                    |        |     |   |
| 1.                                                   | José Manuel Fuente | España | KAS | - |

| \| 1. \| Kas \| España \| KAS \| 247h 57' 24" \| |     |        |     |              |
| 1.                                               | Kas | España | KAS | 247h 57' 24" |